# Heliconius vitiosa
Heliconius vitiosa är en fjärilsart som beskrevs av Krüger 1933. Heliconius vitiosa ingår i släktet Heliconius och familjen praktfjärilar. Inga underarter finns listade i Catalogue of Life.